# Hurra, hurra, die Schule brennt
Hurra, hurra, die Schule brennt ist ein Lied der deutschen Band Extrabreit aus dem Jahr 1980. Es erschien zunächst als B-Seite der Single Flieger, grüß mir die Sonne – einer Coverversion des bekannten Titels von Hans Albers – und ist auf dem Debütalbum Ihre größten Erfolge (1980) enthalten. In den deutschen Single-Charts erreichte die Single Platz 12. 1982 erschien die Single noch einmal mit vertauschter A- und B-Seite.

## Liedinfos
Der Titel des Stücks geht auf den deutschen Spielfilm Hurra, die Schule brennt! von 1969 zurück.
Komponiert und getextet wurde das Lied vom damaligen Sänger Kai Havaii (Kai Schlasse) und dem Schlagzeuger Käptn Horn (Gerd Sperling).
Der Text beschreibt Jugendliche der 1980er Jahre, die das Abbrennen ihrer Schule feiern, deswegen wurde es im Hörfunk wegen angeblichen Aufrufs zur Brandstiftung nur selten ausgestrahlt. Das Lied erschien auf vielen Kompilationen zur Neuen Deutsche Welle.

## Coverversionen (Auswahl)
- Otto Waalkes wandelte den Text des Liedes ab und verwendete es  unter dem Titel Hurra, hurra, die Hexe brennt für seine persiflierende Nacherzählung des Märchens Hänsel und Gretel mit Liedern der Neuen Deutschen Welle.[6]
- Eine englischsprachige Coverversion der britischen Pop-Punk-Band Busted aus dem Jahr 2003, bei der der Refrain auf Deutsch gelassen wurde, erreichte Platz 19 der deutschen, Platz 20 der österreichischen und Platz 34 der Schweizer Charts.[7][8]
- Die rechtsextreme Band Die Härte wandelte den Text zu „Hurra, hurra, ein Nigger brennt“ ab und verherrlichte darin den Mord eines Ku-Klux-Klan-Mitglieds an einem Schwarzen. Extrabreit erfuhr 2004 von der 1999 veröffentlichten Coverversion und stellte Strafanzeige gegen unbekannt.[9]
- Die Band Maggers United spielte das Lied unter dem Titel Hurra, hurra, die Stube brennt in dem Film Kein Bund für’s Leben von 2007.
- Die Band SDP coverte das Lied 2014 zusammen mit Bass Sultan Hengzt, wobei textlich lediglich der Refrain beibehalten wurde. Die Strophen wurden mit einigen Referenzen auf das Original komplett neugefasst, womit Anpassungen an die Zeit vorgenommen werden sollten.
- Das Lied ist auch als Coverversion mit Originaltext auf dem Album Deutsche Vita (2018) von J.B.O. zu finden.